# Aeropuerto Dr. Guillermo Eugenio Snopek
El Aeropuerto Dr. Guillermo Eugenio Snopek (OACI: SASQ) es un aeropuerto ubicado 7 km al sudeste de la ciudad de La Quiaca, Provincia de Jujuy, Argentina.